# 日朝友好議員連盟
日朝友好議員連盟（にっちょうゆうこうぎいんれんめい）は、朝鮮民主主義人民共和国（北朝鮮）との友好関係を目指す超党派の国会議員でつくる日本の議員連盟である。
2000年2月23日に結成され、自民党、社民党、民主党、公明党、自由党、共産党、改革クラブなどの超党派の国会議員が参加した。初代会長には村山富市が就任した。2代目会長は中山正暉が務めた。
両国の関係悪化により近年はほとんど機能していない。